# Sat-Okh
Sat-Okh, magyarul: Hosszú Toll (Stanisław Supłatowicz, Kanada, 1920. április 15. – Gdańsk, 2003. július 3.) sevanéz származású lengyel író, aki a lengyel ellenállás katonájaként harcolt a második világháborúban.
„Ez a könyv nem a képzelet terméke, hanem igaz történet. A leírt események Észak-Kanadában
zajlottak 1930 előtt, és egyes szereplők a mai napig is élnek.
Apám, Magas Sas, továbbra is népünk főnöke, és ott él nővérem is. Ellenben emlékeim főhőse,
Tanto már meghalt. Fehérek ölték meg.
Engem sorsom Lengyelországba, anyám hazájába vetett. Anyámat 1905-ben a cári hatalom
Szibériába száműzte, onnan Alaszkán át Kanadába került, és hosszú évekig a sevanézok között lakott,
akik megmentették életét. Feleségül vette a törzs főnöke, Magas Sas, Leoo-karko-ono-ma.
1937-ben Lengyelországba utaztam anyámmal, mert meg akarta látogatni szülőhazáját. A háború
miatt ott rekedtünk, és már nem tértünk vissza Kanadába. Lengyelország így lett második hazám.
Igazságot akartam szolgáltatni első hazámnak. Ezért elhatároztam, fiatal barátaim, hogy mesélek
róla, elbeszélem az indiánok életét, mostoha sorsát.
Remélem, hogy e könyv elolvasása után talán kissé jobban megértitek életüket, vágyaikat, az
őserdő iránti szeretetüket, szabadságharcukat. Szabadságuk már jóformán elveszett, pedig nagy
szükségük volna rá.”

## Élete
Sat-Okh életrajzi elbeszélése szerint édesanyját, Stanisława Supłatowiczot a XX. század elején, 1905-ben száműzték az orosz hatóságok egy cárellenes szervezkedés miatt Szibériába. Onnan Oroszország legtávolabbi területére, Kamcsatkára került. Innen megszökött Alaszkába, majd tovább Kanadába, a Mackenzie folyó környékére, ahol indiánok, a sevanéz (sóni) nép fogadta be. Itt a lengyel nő összeházasodott az egyik törzs főnökével, Leoo-karko-ono-mával (Magas Sassal), aki a legendás főnök, Tecumseh unokája volt. Három gyermekük közül a legkisebb fiuk volt: Sat-Okh (Hosszú Toll).
A 30-as években Stanisława elhatározta, hogy meglátogatja szülőhazáját, a függetlenné vált Lengyelországot. 1937-ben megvalósult a terv, az útra az asszonyt felnőtt fia, Sat-Okh is elkísérte. A második világháború kitörése miatt az anya és fia Lengyelországban ragadtak.
1940-ben Sat-Okh fogságba esett, a Gestapo az auschwitz-birkenaui koncentrációs táborba szállította, de útközben sikerült megszöknie, majd beállt a Honi Hadsereg (Armia Krajowa) partizánjai közé, és harcolt a németek ellen, többször megsebesült, vitézségéért kitüntették.
A háború után matrózként dolgozott hajókon.
1958-ban – 38 évesen – kezdett el írni, első novellái indián gyökereiről szóltak. Önéletrajzi ihletésű ifjúsági regényei nagy népszerűséget szereztek a számára Lengyelországon kívül is. Tagja volt az Indián Kultúrák Lengyel Baráti Társaságának (Polskiego Ruchu Przyjaciół Indian).
2003. július 3-án halt meg a gdański Haditengerészeti Kórházban, július 8-án temették el a város Srebrzysko temetőjében.

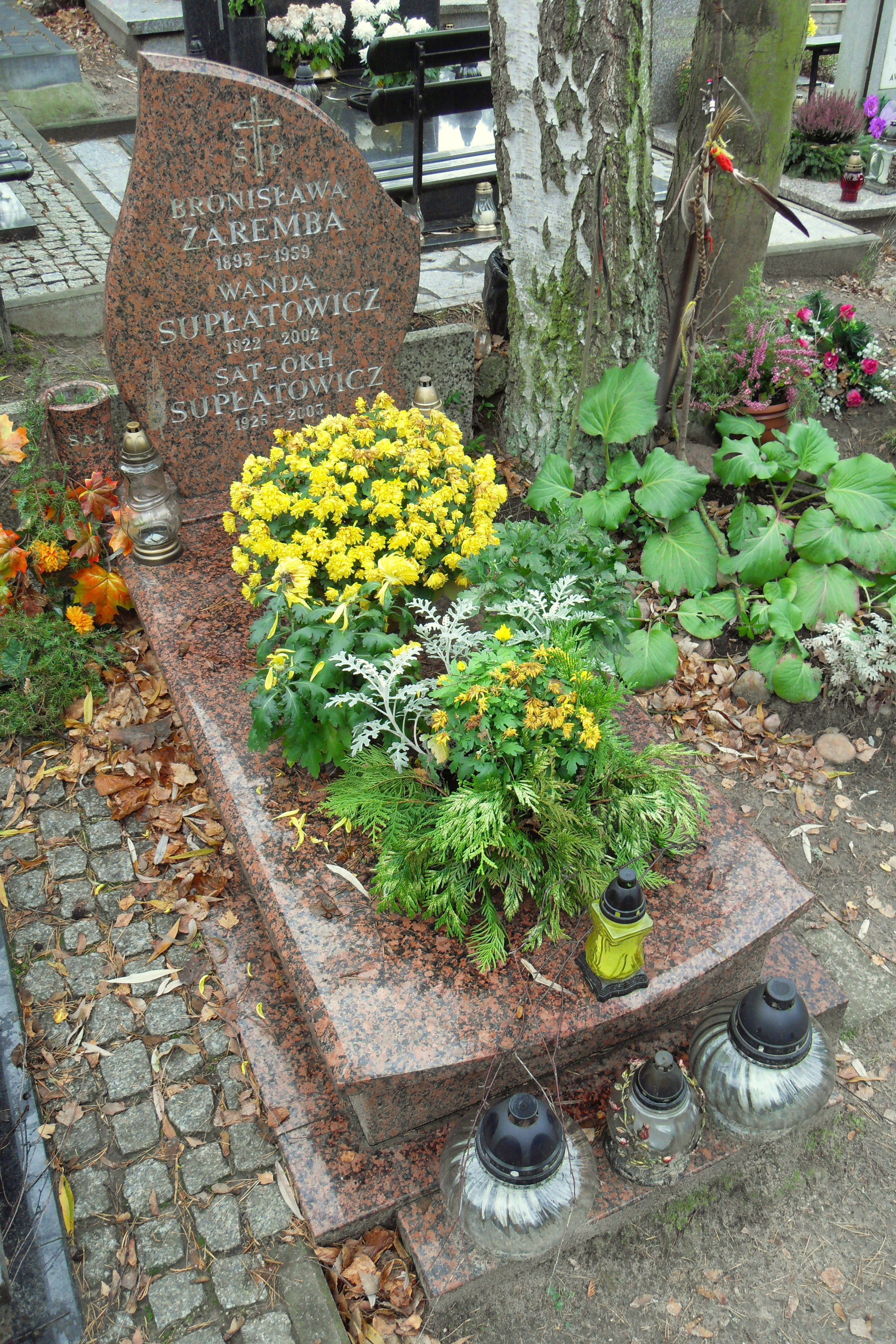
Stanisław Supłatowicz sírja a gdanski temetőben

## Neve
Mivel az író egy kis indián faluban született, nem kapott lengyel nevet. A Stanisław Supłatowicz nevet, amit később a hivatalos okmányaiban használt, anyja neve nyomán választotta.
Indián nevét a törzs hagyományának megfelelően első "férfitette" után kapta. Nyúlvadászatra indult, de a kiszemelt állatra az utolsó pillanatban lecsapott egy kőszáli sas. A fiú nyilával a zsákmánnyal felszálló sast lelőtte, a tanítói ez után választottak neki nevet.

## Vita a származásáról
Egyes kutatók megkérdőjelezik Sat-Okh indián származását. Azt állítják, hogy Stanisław Supłatowicz az 1920-as években (esetleg a huszadik század elején) vagy a lengyel Radomban született, vagy valahol a Szovjetunióban.
Egy történet bája nem abban van, hogy igaz, hanem abban, hogy terjesztik.

## Művei
- Ziemia słonych skał – A Sós Sziklák Völgye (1958)
- Biały mustang – A fehér musztáng (1959)
- Dorogi schodjatsja (1973)
- Powstanie człowieka – Az ember teremtése (1981)
- Fort nad Athabaską – Erőd az Athabaska felett (1985)
- Głos prerii – A préri hangjai (1990)
- Tajemnica Rzeki Bobrów – A Hód folyó rejtélye (1996)
- Serce Chippewaya – Chippewa szíve (1999)
- Walczący Lenapa (2001)

### Magyarul
- Hosszú Toll: A Sós Sziklák Völgye. Egy indián törzs viszontagságai[3] (fordította: Mach Edward, Móra Ferenc Könyvkiadó, Budapest, 1979, Delfin könyvek sorozat) ISBN 9631119726 Online elérhetőség[halott link]
- Hosszú Toll–Antonyina Raszulova: A törzsfőnök titka[4] (fordította: Mattyasovszky Brigitta, Móra Ferenc Könyvkiadó, Budapest, 1978, Delfin könyvek sorozat) ISBN 9631137686

## Fordítás
- Ez a szócikk részben vagy egészben  a   Sat-Okh című lengyel Wikipédia-szócikk ezen változatának fordításán alapul.  Az eredeti cikk szerkesztőit annak laptörténete sorolja fel. Ez a jelzés csupán a megfogalmazás eredetét és a szerzői jogokat jelzi, nem szolgál a cikkben szereplő információk forrásmegjelöléseként.